# John Pickard (compositeur)
Pour les articles homonymes, voir Pickard.
John Pickard, né le 11 septembre 1963 à Burnley, est un compositeur contemporain de musique classique anglais.

## Biographie
John Pickard naît à Burnley en 1963, dans le Lancashire. Il étudie la musique et la composition à l'université du pays de Galles, sous la direction du compositeur gallois William Mathias (en), puis au conservatoire royal de La Haye aux Pays-Bas, avec Louis Andriessen. Il obtient son doctorat de composition en 1989. Depuis 1993, il enseigne à l'université de Bristol, où il est directeur du département de musique et professeur de composition et de musicologie appliquée. John Pickard est également chef d'orchestre de l'orchestre et des chœurs de l'université de Bristol.
Pickard a composé plusieurs œuvres favorablement reçues de la critique et du public, dont quatre symphonies et des œuvres symphoniques, y compris son œuvre peut-être la plus célèbre, Le Vol d'Icare que le San Francisco Chronicle décrit .en 2006 comme « un monument translucide et douloureusement beau sur la chute d'Icare... ».  
Son écriture orchestrale est très appréciée : en mars 2008, le Times fait remarquer que « sa maîtrise orchestrale est totale » et, le mois suivant, The Guardian décrit sa musique comme « efficace et virtuose, dans un style qui ne semble jamais consciemment conservateur ou trop obstinément attaché à suivre la voie du milieu ».
Pickard a composé un concerto pour piano, un concerto pour trombone, enregistré par Christian Lindberg, et cinq quatuors à cordes. La critique du Strad décrit le quatrième quatuor (1998) comme étant « l'un des meilleurs morceaux de musique de chambre britannique à être entendus depuis des années ». 
John Pickard est également le rédacteur en chef de l'édition des œuvres complètes d'Edward Elgar.

## Œuvres

### Orchestre
- Symphonie no 1 (1983–84)
- Symphonie no 2 (1989)
- Sea-Change (1988–89)
- The Flight of Icarus (1990)
- Channel Firing (1992–93)
- Symphonie no 3 (1997)
- Tenebrae (2008–09) inspiré par les Tenebrae Responsoria de Carlo Gesualdo
- Symphonie no 5 (2014)

### Fanfares
- Gaia Symphony [Symphonie no 4] (1991–2003)
- Eden (2005)

### Concertos
- The Spindle of Necessity, concerto pour trombone (1997)
- Concerto pour piano et orchestre (1999–2000).
  1. Toccata
  2. Passacaglia
  3. Fuga

### Musique de chambre
- Quatuor à cordes no 1 (1991)
- Quatuor à cordes no 2 (1993)
- Quatuor à cordes no 3 (1994)
- Sonate pour violoncelle et piano (1994–95)
- Chaconne pour alto solo (1998)
- Quatuor à cordes no 4 (1998)
- Valedictions, pour violoncelle et piano (2000)
- Sonate pour violon et piano (2004)
- Quatuor à cordes no 5 (2012)

### Piano
- Sonate pour piano (1987)
- Un dôme étoilé, nocturne astronomique (1995)

### Orgue
- Sun (1983)
- Orion, pour trompette et orgue (2004)
  1. Nebula
  2. Alnitak
  3. Betelgeuse
- Tesserae (2009)

### Guitare
- Inscape (1990)

### Musique vocale
- The Phoenix, pour soprano et piano (1992). Sur un poème vieil-anglais (Le Phénix) parfois attribué à Cynewulf.
- The Borders of Sleep (Les frontières du sommeil), cycle pour baryton et piano (2001). Sur neuf poèmes d'Edward Thomas.
- Agamemnon's Tomb (Le tombeau d'Agamemnon) pour trois chanteurs solistes, chœur et orchestre (2007–08). Poèmes de Sacheverell Sitwell.
- The Burning of the Leaves, pour baryton et piano (2010). Sur un poème de Laurence Binyon.

### Chœur
- Ozymandias, pour chœur mixte (1983). Poème de Percy Bysshe Shelley.
- Songs of Rain and Sea pour chœur de femmes, piano à quatre mains et percussion (2007). Poème de Sigrún Davídsdóttir.